# Транспорт в Молдове
Транспорт является важнейшей отраслью экономики Молдавии, которая обеспечивает производственные связи, обмен продукцией между различными районами страны и её внешней торговлей.

## Железнодорожный транспорт
Ведущее место в международных перевозках принадлежит железнодорожному транспорту. Основные железнодорожные линии: Раздельная — Тирасполь (ПМР) — Бендеры (ПМР) — Кишинёв — Унгены — Бельцы — Окница — Черновцы, Бельцы — Рыбница (ПМР) — Слободка, Бендеры (ПМР) — Бессарабка — Рени.
Протяжённость железнодорожных линий на 1972 год — 1100 км, на 1992 год — 1328 км. В 1940 году ж.-д. транспортом отправлено 1,1 млн т грузов, прибыло — 0,8 млн т. В 1972 году — 13,8 млн т и 24,5 млн т соответственно. В 1972 году было отправлено 10,1 млн пассажиров.

## Автомобильный транспорт
Основную роль в перевозках внутри страны играет автомобильный транспорт. Главные шоссейные дороги: Одесса — Тирасполь — Бендеры — Кишинёв — Бельцы — Липканы — Черновцы, Кишинёв — Хынчешты — Комрат — Белград, Тирасполь — Дубоссары — Рыбница, Кишинёв — Калараш — Унгены. Большинство дорог находятся в плохом состоянии, хотя некоторые восстанавливаются в последнее время.
Протяжённость автомобильных дорог на 1972 год — 10,2 тыс. км, в том числе с твёрдым покрытием — 7,6 тыс. км. В 1996 протяжённость автомобильных дорог достигала 12,3 тыс. км, в том числе с твёрдым покрытием — 10,4 тыс. км.
В рейтинге качества автомобильных дорог в странах мира, составляемом Всемирным экономическим форумом, Молдавия в 2018 году заняла 130-е место из 140 возможных. Среди стран Европы Молдавия заняла последнее место.

## Воздушный транспорт
Здание международного аэропорта Кишинёва было построено в 1970-е годы. В 1987 году из аэропорта проводились рейсы в более 80 городов Советского Союза. Рейсы по Молдавии связывали более 20 населённых пунктов. 31 мая 1995 года Кишинёвский аэропорт приобрёл статус международного. В 2000 году закончилась реконструкция аэропорта.
В настоящее время аэропорт может обслуживать свыше 400 пассажиров в час, но его пропускная способность редко используется в полной мере. Из кишинёвского аэропорта в среднем выполняется 40 рейсов в день. В аэропорту работают более 15 операторов, совершаются рейсы в 18 стран Европы, Ближнего Востока и Азии.
Международный Аэропорт Кишинэу постановлением правительства РМ был сдан в концессию компании ООО «Авиа Инвест» 1 ноября 2013. Полоса аэродрома, построенная в советские времена, остается одной из самых протяженных в Восточной Европе — 3590 м., ширина – 45 м; кодовое обозначение - 4С - открыта 24 часа в сутки. Первый сегмент взлетно-посадочной полосы протяженностью 1 км был реконструирован и, в настоящее время, уже эксплуатируется. Вследствие работ по реконструкции, выполненных на первом сегменте взлетно-посадочной полосы, были увеличены показатели несущей способности покрытия до значения более 70 единиц, вместо ранее существовавшего индекса PCN 51. Более того, реконструированный участок уже расширен с 45 м до 60 м.
Также были завершены работы по замене и модернизации светосигнальной системы взлетно-посадочной полосы на сегменте в 1 км.
Далее, после завершения реконструкции всей взлетно-посадочной полосы, МАК сможет принимать и обслуживать, без каких-либо ограничений, все типы самолетов, включая самолеты большой вместимости, такие как Boeing 777, 767, 787; Airbus A330, A340, A310. В результате проведенных работ увеличатся и операционные показатели аэропорта, что позволит МАК обеспечить трафик 21 воздушного судна/час, что существенно увеличит интерес большинства новых авиакомпаний оперировать в аэропорту Кишинэу.
На сегодняшний день из Аэропорта Кишинэу выполняют полеты 19 авиакомпаний в 40 направлениях по всему миру.
Международный Аэропорт Кишинэу является действующим членом Международного Совета Аэропортов (Европейский регион), Ассоциации "Аэропорт" стран СНГ, а такжеALFA ACI (L’association des Aeroports de Langue Francaise Associes a l’Aeroports Council International).

## Статистика
- Аэропорты: 10 (2007)
  - Аэропорты с ВПП с твёрдым покрытием: 6
    - длина ВПП более 3047 м: 1
    - длина ВПП от 2438 до 3047 м: 2
    - длина ВПП от 1524 до 2437 м: 2
    - длина ВПП менее 914 м: 1 (2007)

  - Аэропорты с ВПП без твёрдого покрытия: 4
    - длина ВПП от 1524 до 2437 м: 2
    - длина ВПП от 914 до 1523 м: 1
    - длина ВПП до 914 м: 1 (2007)
- Газоопровод: 1980 км (2007)
- Железные дороги: 1138 км
  - колея 1520 мм: 1124 км
  - колея 1435 мм: 14 км (2006)
- Автодороги: 12 733 км
  - с твёрдым покрытием: 10 976 км
  - без покрытия: 1757 км (2004)
- Водные пути: 424 км (по Днестру и Пруту; 2007)
- Морской транспорт: 8 судов (2007)